# Twinsburg
Twinsburg è una città degli Stati Uniti d'America, situata nello Stato dell'Ohio, nella contea di Summit.